# Stara Rega (stare koryto)
Stara Rega – stare koryto rzeki Regi na Wybrzeżu Trzebiatowskim, w woj. zachodniopomorskim, w gminie Trzebiatów. Wody Starej Regi są odprowadzane do Regi, a także do jeziora Resko Przymorskie.
Obszar koryta należy w całości do Trzebiatowsko-Kołobrzeskiego Pasa Nadmorskiego.

## Hydrologia

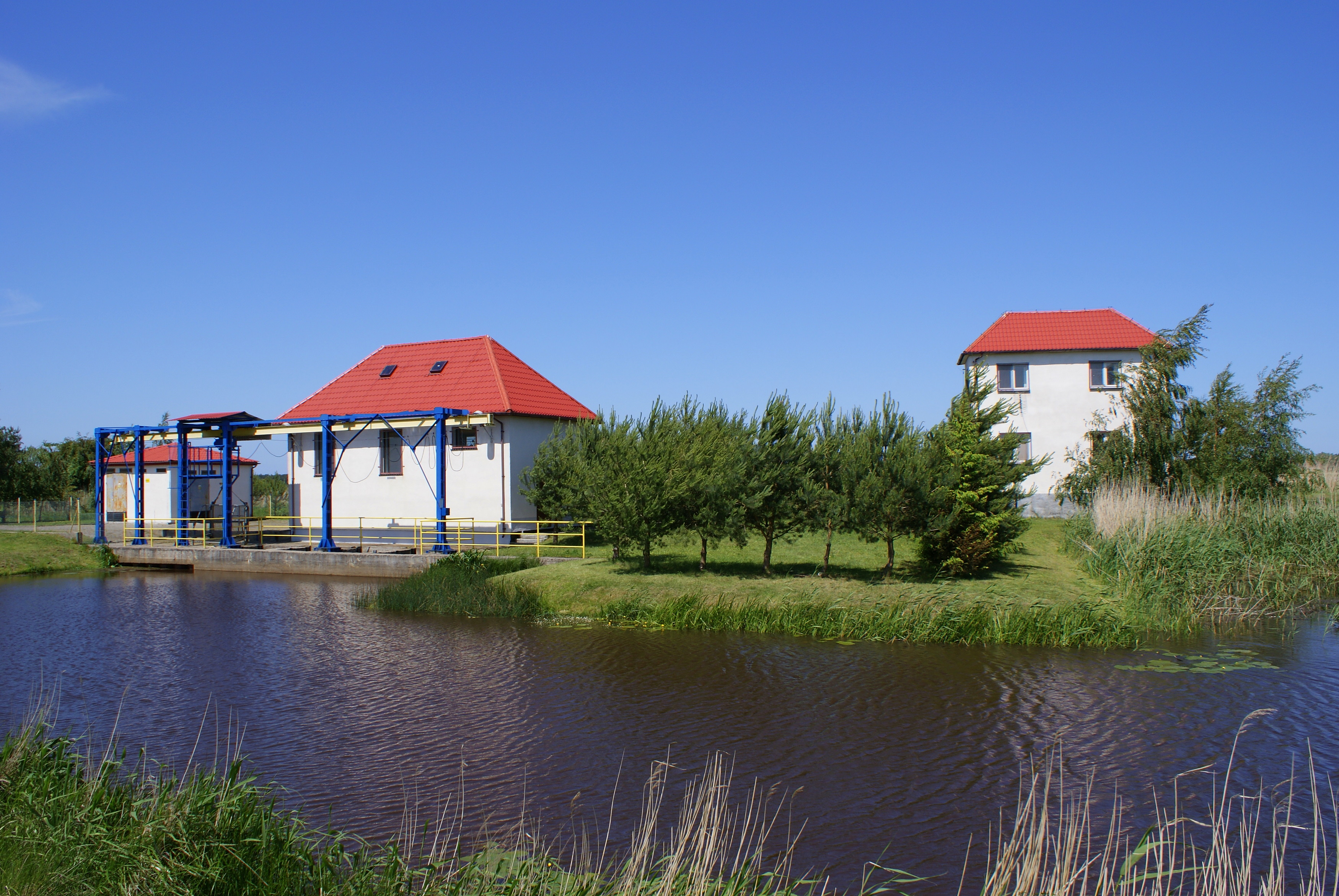
Stacja pomp przy ujściu do Reska Przymorskiego

Obwałowanie i stacje pomp spowodowały, że Stara Rega stała się kanałem o wodzie stojącej, szerokości kilku metrów. Zachodnia i wschodnia część Starej Regi płyną w innych kierunkach, bądź stoją. Do zachodniego odcinka Starej Regi wpada Zgniła Rega. Dalej znajduje się stacja pomp Mrzeżyno-2, a za nią mały zbiornik wodny, który jest zamykany jazem. Stacja pomp odprowadza wody ze Starej Regi do zbiornika i dalej do Regi.
Przy ujściu do Reska Pomorskiego znajduje się stacja pomp Rogowo-1, która przepompowuje wodę ze Starej Regi do jeziora. Na obszarze tym występują obszary bagniste, zarośnięte trzciną.
W nurcie Starej Regi występują stanowiska grążela żółtego.
Według Mapy Podziału Hydrograficznego Polski wododział Starej Regi znajduje się przy ujściu Zgniłej Regi. Zachodni odcinek wraz ze Zgniłą Regą należy do zlewni rzeki Regi. Natomiast wschodni odcinek od ujścia Zgniłej Regi należy do zlewni Reska Przymorskiego.

## Mosty

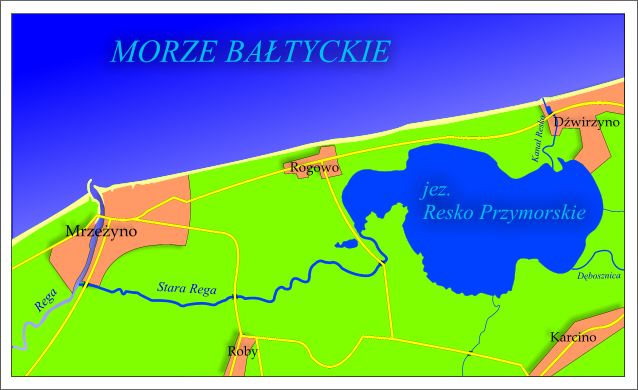
Mapa pokazująca położenie Starej Regi

Przez Starą Regę przechodzą dwa mosty:
- most przy wjeździe do Mrzeżyna od południa na drodze wojewódzkiej nr 109, gdzie Stara Rega uchodzi do Regi przy stacji pomp i jazie
- most na północ od wsi Roby, przez który kiedyś prowadziła linia kolei wąskotorowej Trzebiatów Mokre – Mrzeżyno Gryfickie (Gryficka Kolej Wąskotorowa), a także zniszczony bliźniaczy most drogowy

Kolejny betonowy most, znajdujący na południe od kolonii Rogowo na drodze w kierunku nieistniejących wsi Kępa (niem. Kamp) i Ostrowo (niem. Wustrow) oraz Bieczyna u ujścia rzeki do jeziora Resko Przymorskie, jest zniszczony (załamał się).

## Nazwa i status

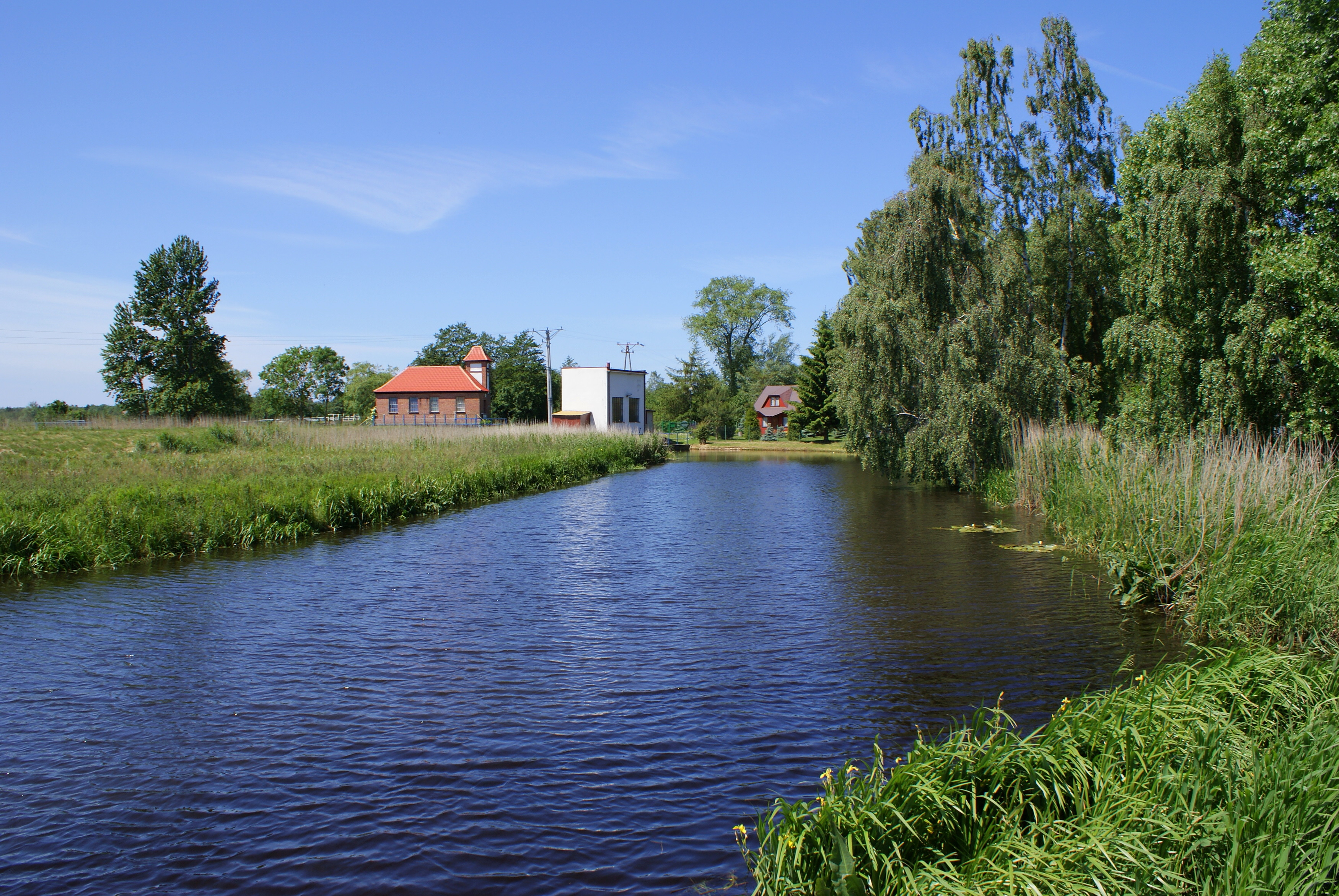
Stara Rega przed stacją pomp w Mrzeżynie

Do 1945 r. stosowano niemiecką nazwę Alte Rega. W 1949 r. ustalono urzędowo polską nazwę Reskie Błoto. 
W 2003 r. Rada Ministrów określając wody istotne dla regulacji stosunków wodnych na potrzeby rolnictwa podała nazwę Stara Rega Gryficka, która odróżniła ją od dwóch innych cieków o nazwie Stara Rega. 
W 2006 r. Komisja Nazw Miejscowości i Obiektów Fizjograficznych wskazała nazwę Stara Rega określając ją jako stare koryto. Za recypienta wód podano jezioro Resko Przymorskie.